# سامانثا جون
سامانثا جون (بالإنجليزية: Samantha John)‏ هي مبرمجة أمريكية، ولدت في عقد 1980.